# Eleftherios Katsaitis
Eleftherios Katsaitis (griechisch Ελευθέριος Κατσαΐτης, * 1929 in Patras; † 6. Januar 2012 in Athen) war ein griechisch-orthodoxer Bischof.
Katsaitis studierte 1962 an der Theologischen Schule von Halki (Heybeliada bei Istanbul). 1951 wurde er zum Diakon und 1956 zum Priester geweiht. Er war von 1987 bis 1994 als Eleutherios von Nyssa in dem Erzbistum von Thyatira und Großbritannien (inklusive Irland) mit Sitz in London, einem Teil des Ökumenischen Patriarchats von Konstantinopel, als Bischof tätig. 
Er starb vermutlich an den Folgen eines Raubüberfalls.